# Trieisendodecacarbonyl
Trieisendodecacarbonyl ist eines der drei bekannten, stabilen Carbonyle des Eisens. Es ist eine tiefgrüne Substanz, die bei 140 °C unter Zersetzung schmilzt.

## Gewinnung und Darstellung
Trieisendodecacarbonyl entsteht aus Eisenpentacarbonyl:
{\displaystyle \mathrm {1)\ 3\ [Fe(CO)_{5}]+{(C_{2}H_{5})}_{3}N+H_{2}O\rightarrow } } {\displaystyle \mathrm {[{(C_{2}H_{5})}_{3}NH][HFe_{3}(CO)_{11}]+3\ CO+CO_{2}} }
{\displaystyle \mathrm {2)\ [{(C_{2}H_{5})}_{3}NH][HFe_{3}(CO)_{11}]+HCl+CO\rightarrow } } {\displaystyle \mathrm {[Fe_{3}(CO)_{12}]+H_{2}+[{(C_{2}H_{5})}_{3}NH]Cl} }

## Eigenschaften

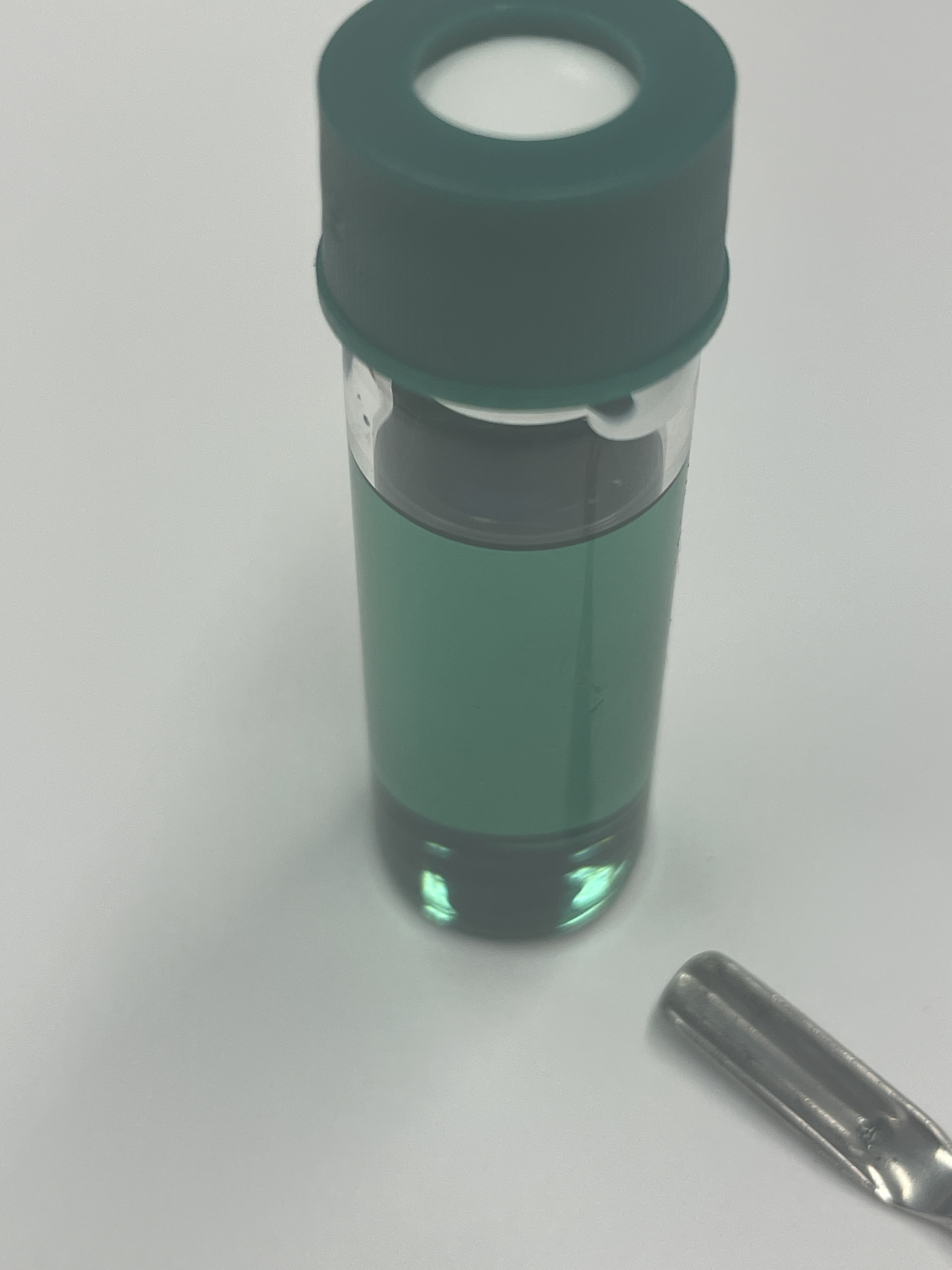
Gesättigte Lösung von Fe_{3}(CO)_{12} in Mesitylen.

Trieisendodecacarbonyl liegt in Form von tiefschwarzen, mäßig luftstabilen, im Hochvakuum bei Temperaturen von 60 °C und darunter sublimierbaren Kristallen vor. Bei längerem Erwärmen über 60 °C erfolgt Zersetzung unter Abscheidung von Eisen. Es ist wenig löslich in organischen Lösungsmitteln. Die grüne Lösung zersetzt sich bei Luftzutritt alsbald unter Abscheidung von Eisen(III)-oxid.

## Weitere Eisencarbonyle
- Eisenpentacarbonyl [Fe(CO)5]
- Dieisennonacarbonyl [Fe2(CO)9]